# 쉐보레 타호
쉐보레 타호(Chevrolet Tahoe)는 제너럴 모터스가 쉐보레 브랜드로 판매하는 풀 사이즈 대형 SUV이다.
풀 사이즈급 픽업 트럭인 쉐보레 실버라도, GMC 시에라의 플랫폼을 기반으로 한다. 형제차인 쉐보레 서버번의 숏 보디 버전이며, 같은 플랫폼을 쓰는 차종으로는 GMC 유콘 및 캐딜락 에스컬레이드가 있다. 다만 플랫폼은 약간씩 차이가 있다.

## 1세대

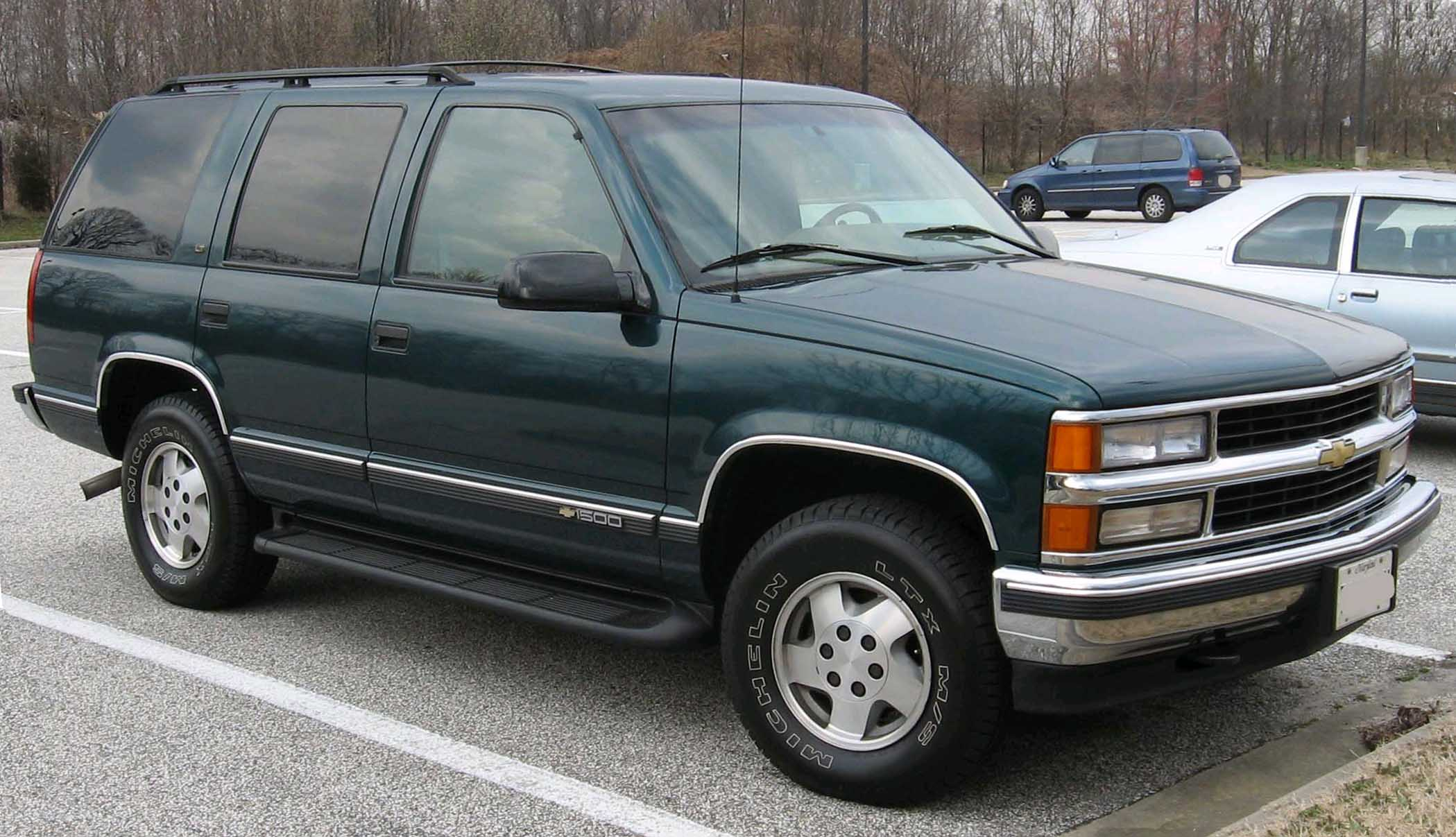
쉐보레 타호 (5도어) 후측면

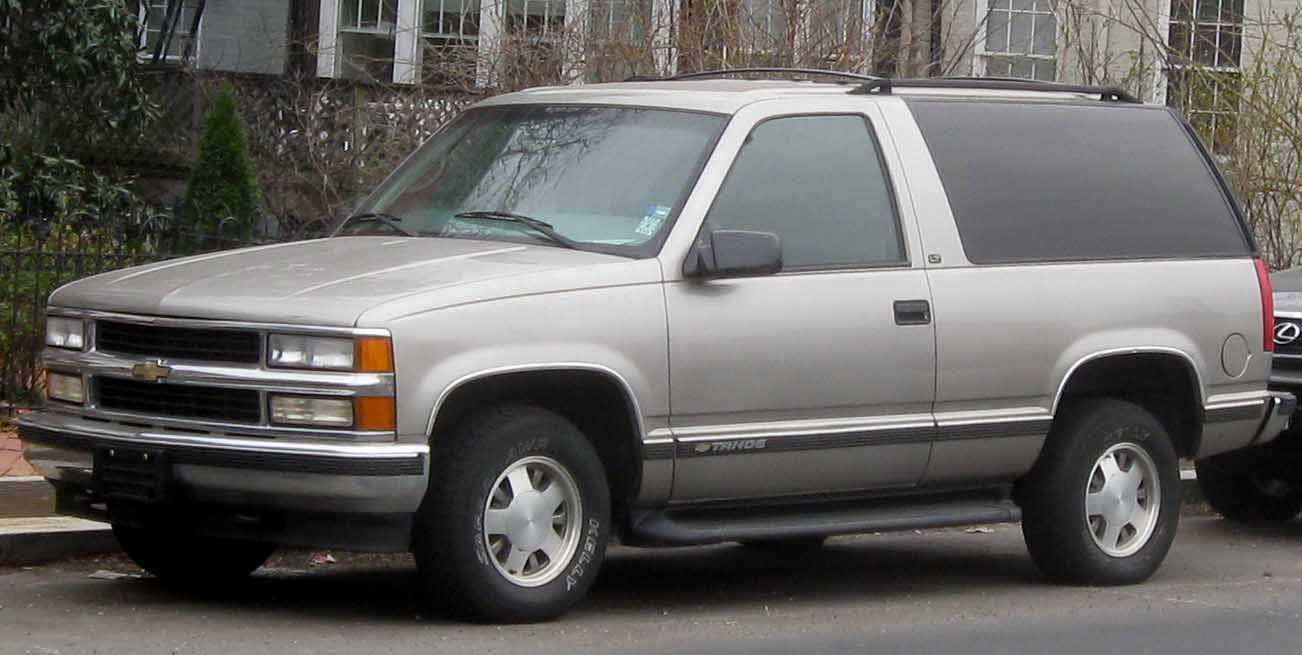
쉐보레 타호 (3도어) 후측면

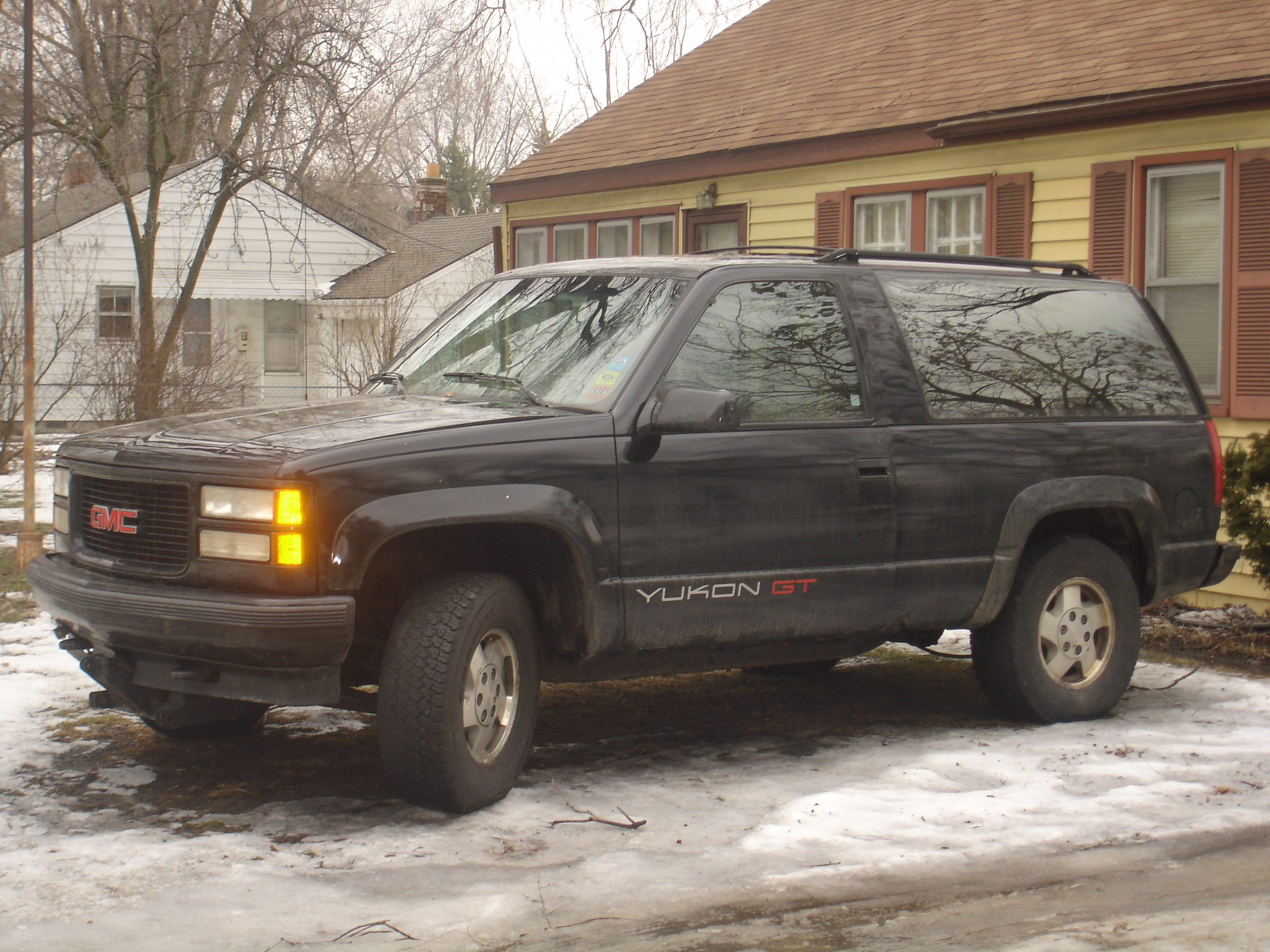
GMC 유콘 GT (3도어) 후측면

9세대 서버번의 전장와 축거를 줄인 숏 바디 버전으로, 1992년에 출시되었다. 당초 3도어만 존재했으나, 1995년에 5도어가 추가되었다. 후륜구동과 4륜구동, 4.1 가솔린 엔진과 5.7 가솔린 엔진, 4.0 디젤 엔진, 6.5 디젤 엔진 등을 갖췄고, 1996년에 미국에서 올해의 차 (트럭 부문)를 수상했다.

## 2세대

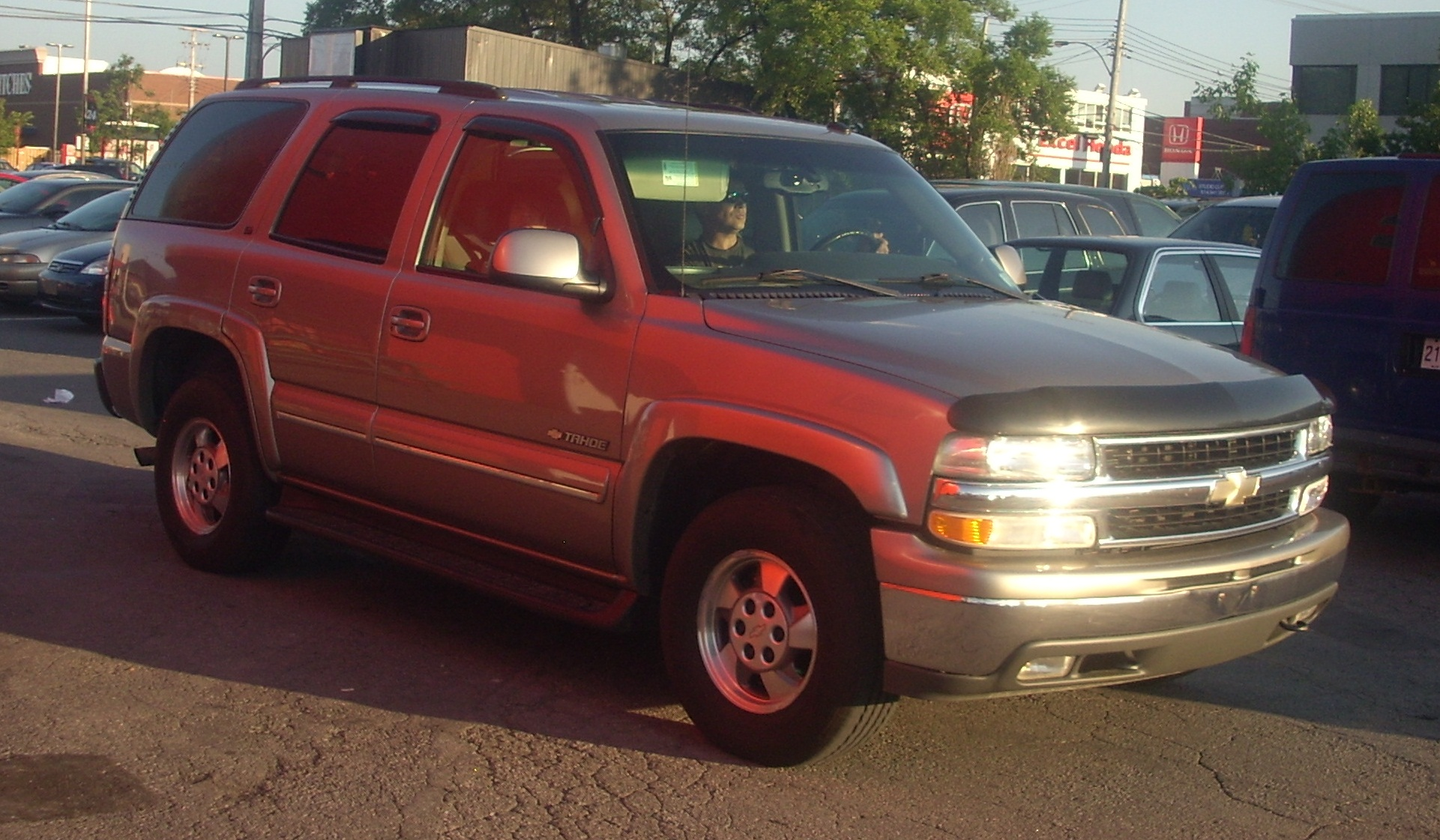
쉐보레 타호 후측면

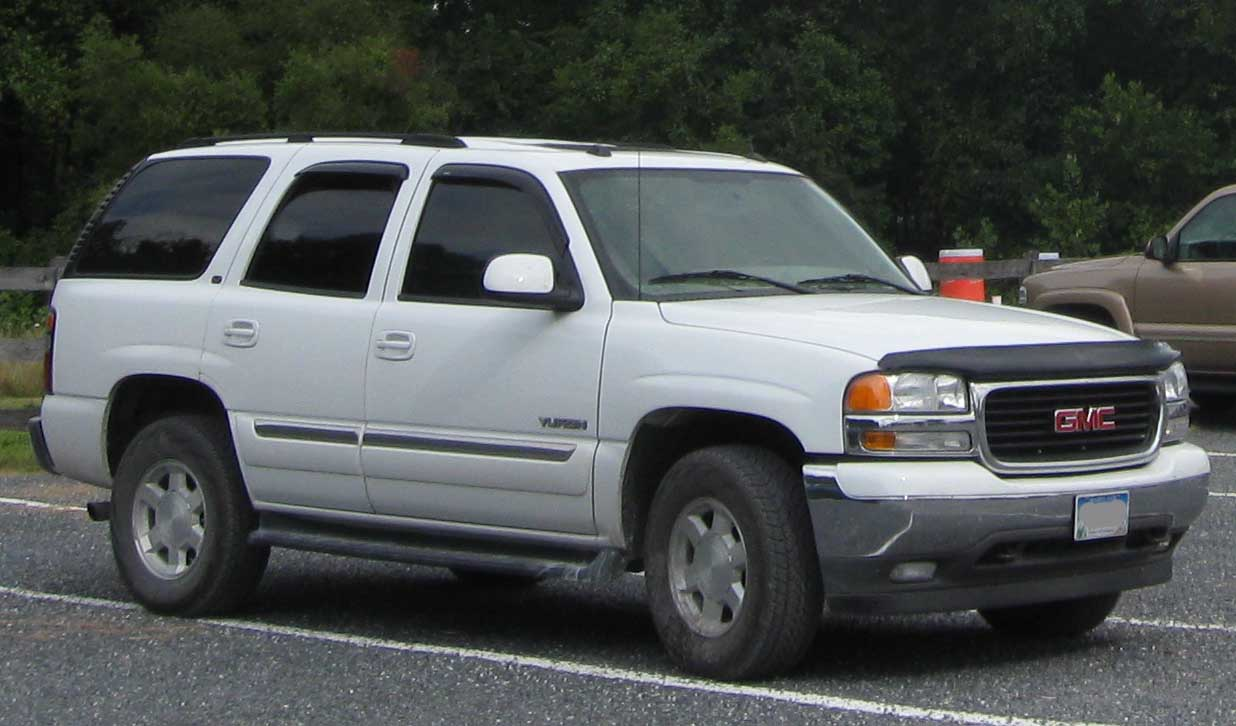
GMC 유콘 후측면

10세대 서버번을 기반으로 했다. 프로토타입 중 3도어도 제작되었으나, 생산으로 이어지지는 못해 5도어만 존재하게 되었고, 수동변속기 없이 자동변속기만 남게 되었다. 곡선이 가미된 에어로 다이내믹한 디자인으로 완성되었다. 2003년에는 차체 자세 제어 장치가 도입되었다.

## 3세대

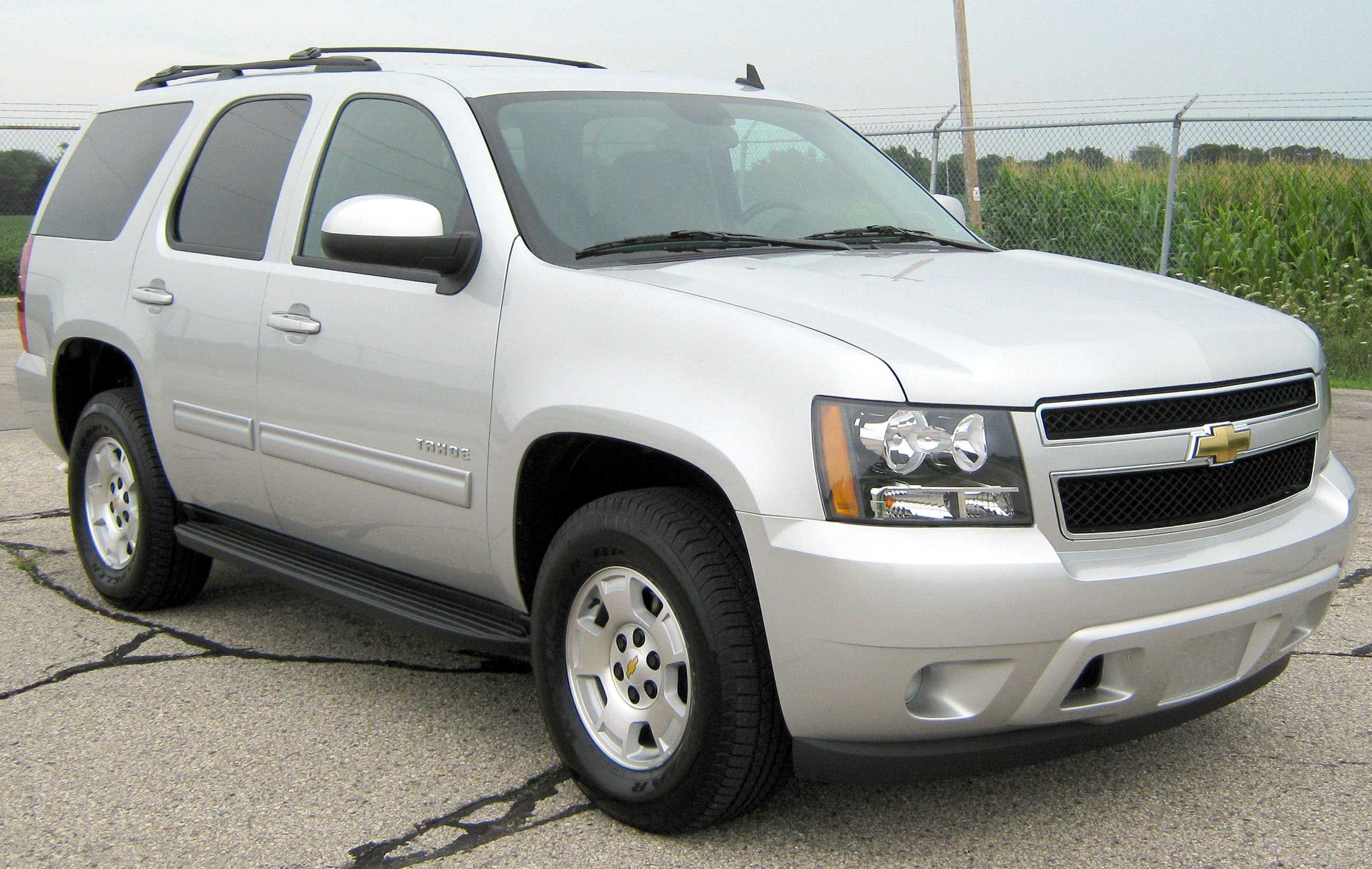
쉐보레 타호 후측면

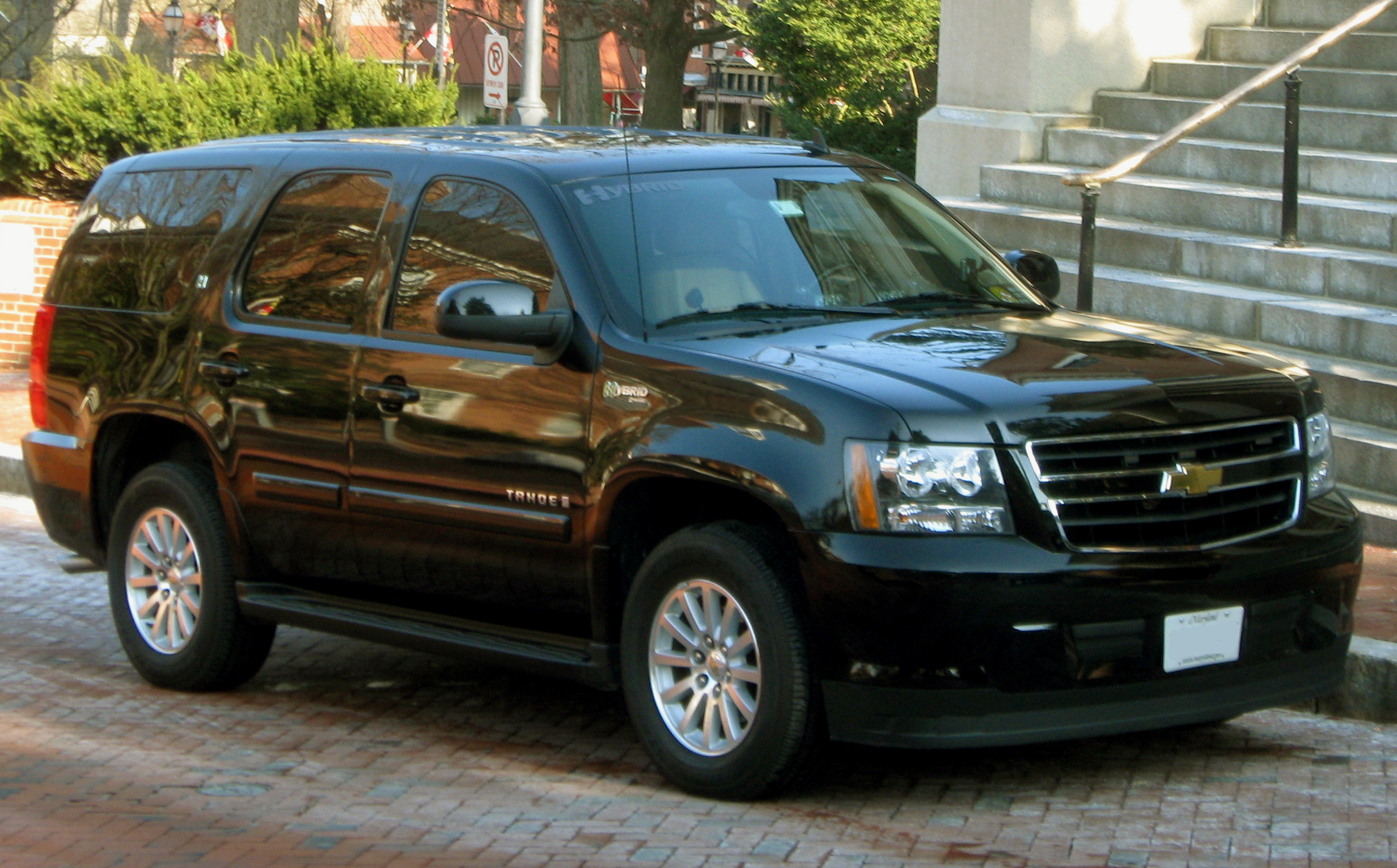
쉐보레 타호 하이브리드 후측면

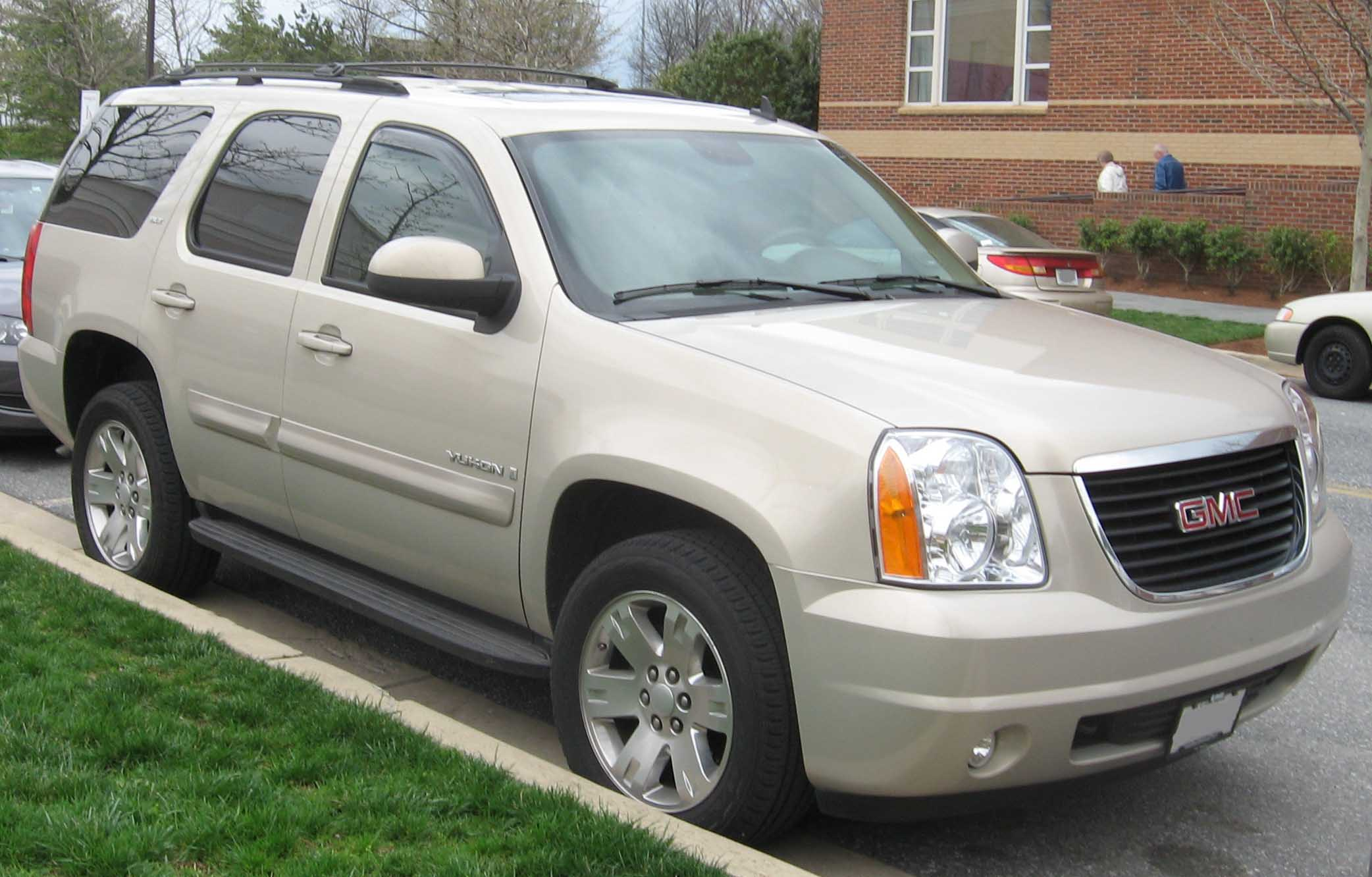
GMC 유콘 후측면

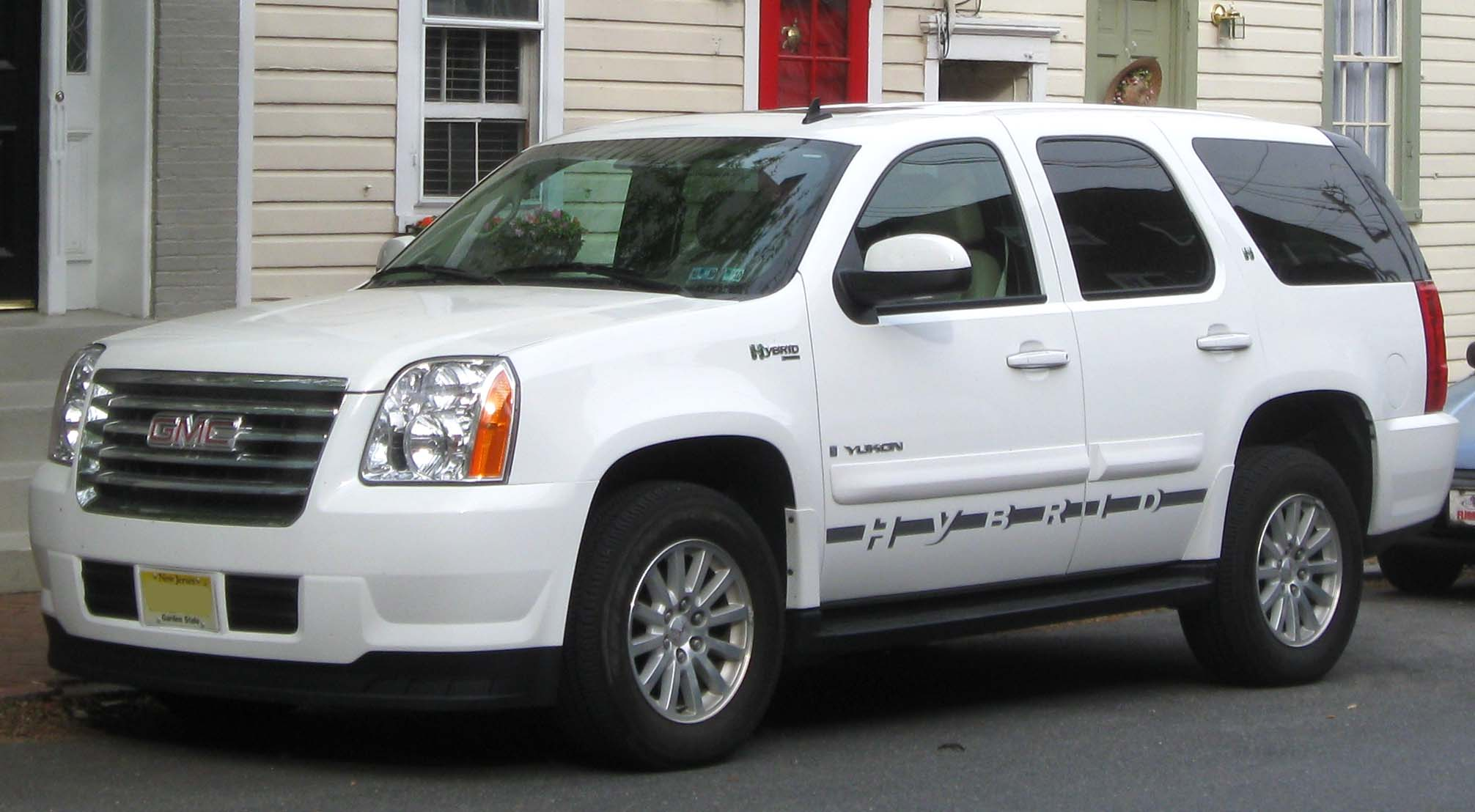
GMC 유콘 하이브리드 후측면

11세대 서버번 기반의 3세대 타호는 4.8 가솔린 엔진, 5.3 가솔린 엔진, 6.0 가솔린 엔진 등을 갖췄다. 2007년에는 대형 배터리 무게를 상쇄할 수 있도록 뒷 범퍼를 개량하고, 루프랙과 스페어 타이어를 제거한 하이브리드 버전이 추가되었다.

## 4세대

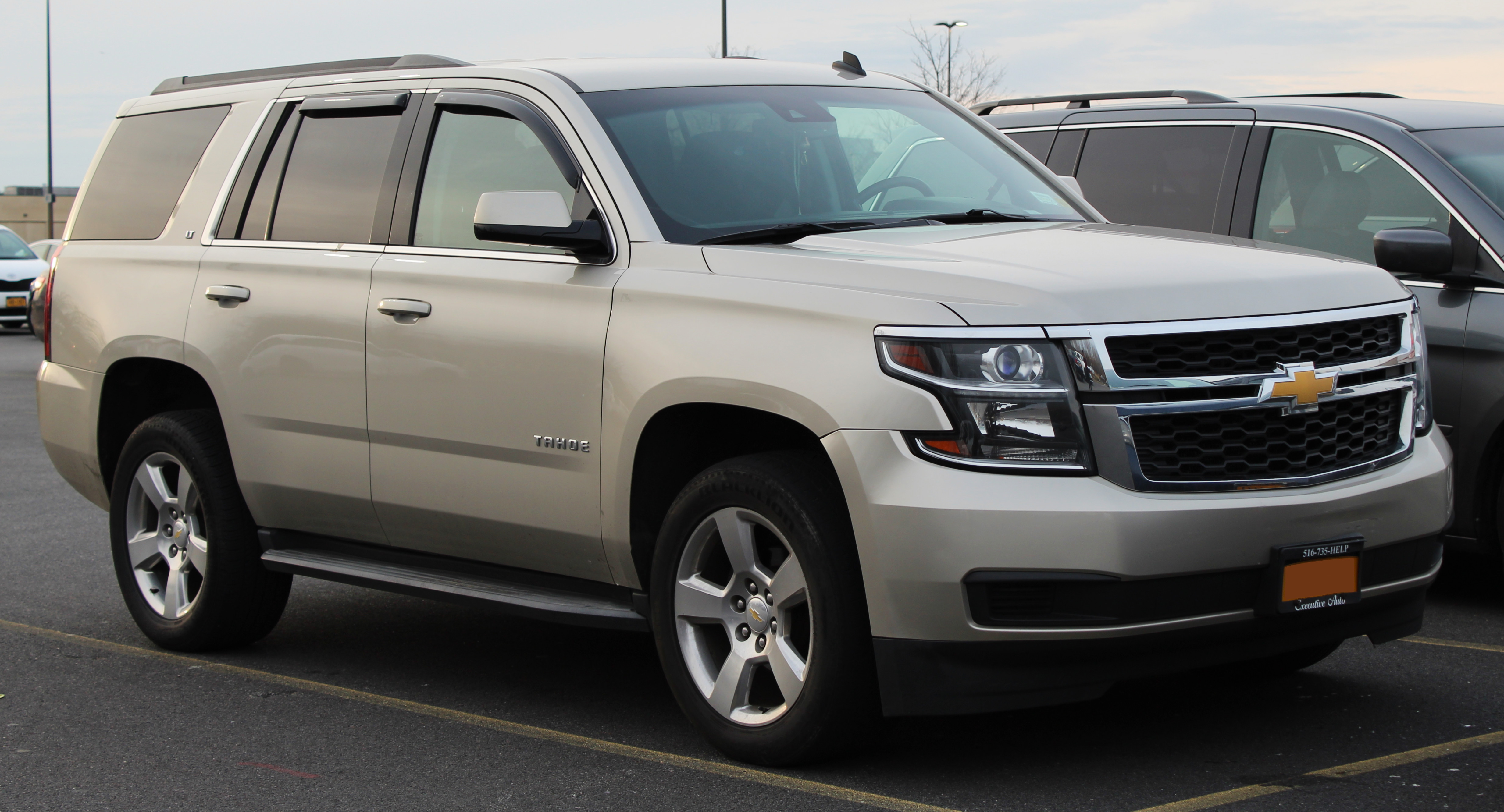
쉐보레 타호 4세대 후측면

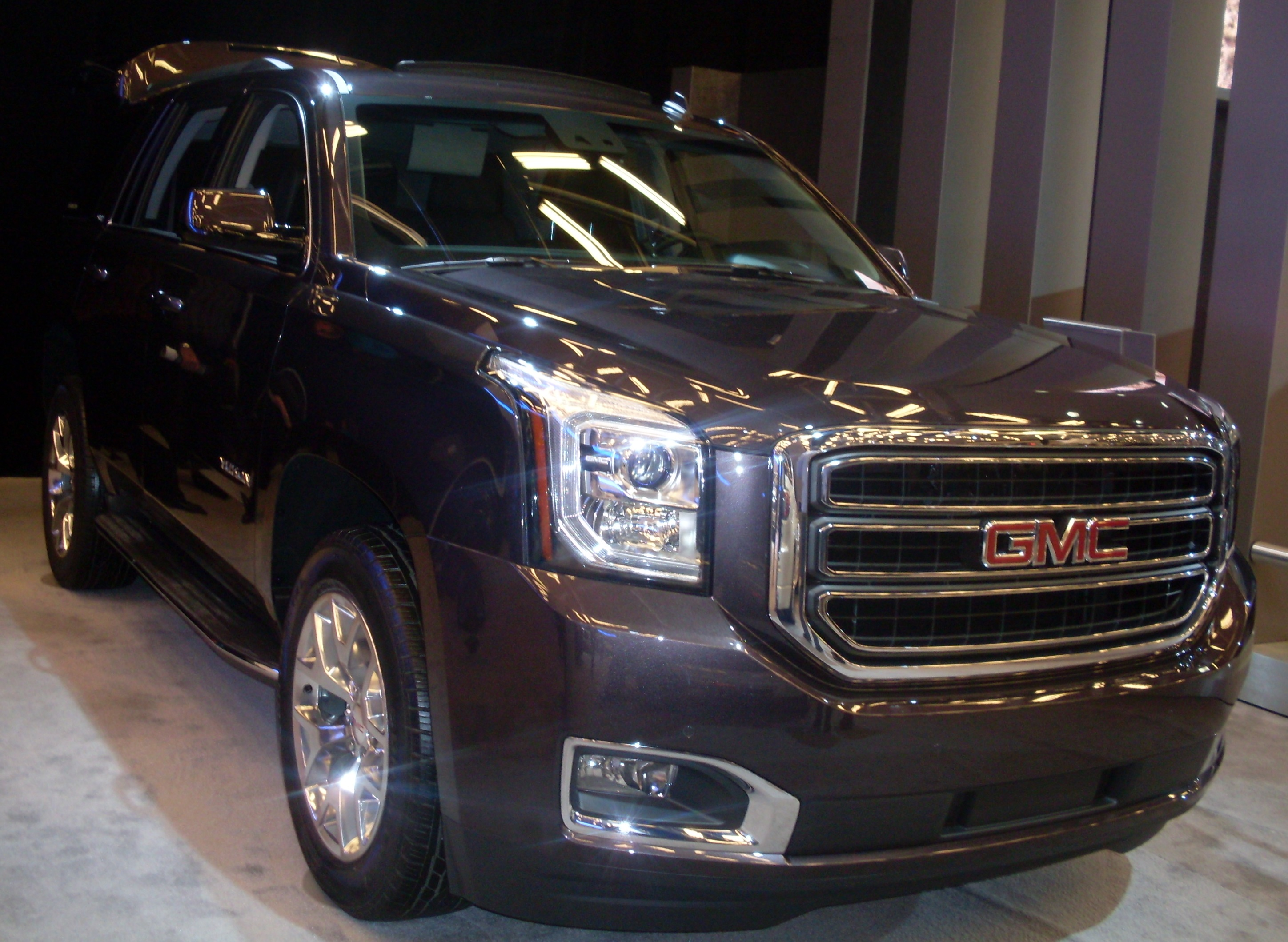
GMC 유콘 후측면

2014년 2월에 출시했다.

## 5세대
2019년 12월에 공개한 후, 2020년에 출시했다. 10단 자동변속기는 컬럼식에서 버튼 + 레버 혼합식으로 바뀌고, 센터페시아에 세로로 배치한다.
V8 OHV 가솔린 엔진은 5.3/6.2리터 사양이 있고, 281마력 직렬 6기통 3.0리터 커먼레일 디젤 엔진이 추가됐다. 단, 미국의 디젤 엔진 배출가스 규정이 대한민국의 규정과 맞지 않아 대한민국에는 디젤 모델이 들어오지 않는다. 대한민국에는 캐딜락 에스컬레이드 및 GMC 시에라와 공용하는 426마력 V8 6.2리터 OHV 가솔린 엔진만 들어오며, 대한민국 복합연비는 6.4km/L다.
5세대부터 대한민국에 처음으로 정식 판매를 시작했다. 2022년 1월 12일부터 사전 계약에 들어간 후 출시됐으며, 가격은 9,000만 원대로 책정됐다.

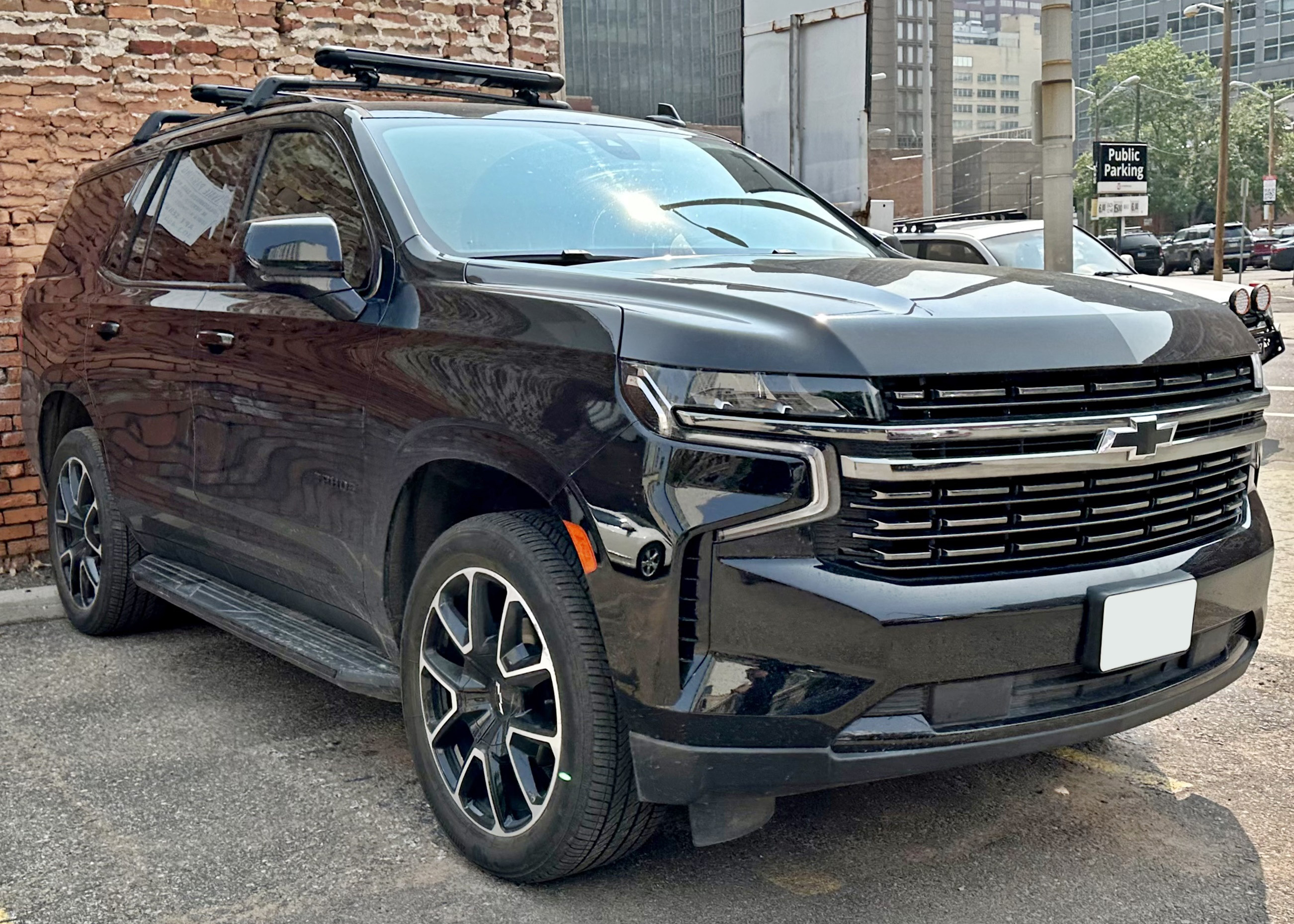

2023년 11월 29일 미국에서 부분변경 모델이 공개됐다. 실내 디자인이 변경되었고 자동변속기는 컬럼식으로 회귀했으며, 3세대 트래버스같은 짧은 바 타입의 전자식 컬럼 시프트가 장착된다. 2025년 3월 31일에 5세대 초기형의 대한민국 판매가 종료되었으나, F/L 모델의 대한민국 출시 여부는 알 수 없다.
2024년에는 중국용 모델을 공개했는데, 콜로라도에 장착하는 직렬 4기통 2.7리터 가솔린 터보 엔진 사양을 추가했다.